# Sale Temps pour les moches
 (novembre 2020).
Si vous disposez d'ouvrages ou d'articles de référence ou si vous connaissez des sites web de qualité traitant du thème abordé ici, merci de compléter l'article en donnant les références utiles à sa vérifiabilité et en les liant à la section « Notes et références ».
Sale Temps Pour Les Moches est le deuxième album de la série de bande dessinée Les Nombrils, sorti en 2007.

## Synopsis
Ce deuxième tome joue sur l'amour entre Karine, dite la grande échalote, et Dan. Jenny et Vicky feront tout pour les séparer, jusqu'à manipuler Dan pour qu'il sorte avec une autre, Mélanie. Vicky et Jenny feront, aussi, tout pour séduire John John, le beau motard. Et Murphy, le boutonneux, tombera amoureux de Karine.

## Couverture
La couverture montre Karine, toute trempée, tenir le parapluie pour Vicky et Jenny qui sont sèches. Le fond est bleu et de la pluie tombe. Le titre de la série est écrit en haut, au centre.
et dans la couverture de derrière Karine et Dan sont sous le parapluie totalement secs en partent  et Jenny et Vicky sont toutes trempées sous la pluie. Vicky est furieuse et Jenny bouche bée.

## Personnages très présents
Les personnages qui sont très présents sont Karine, Vicky et Jenny. Mais l'on voit aussi beaucoup John John, Dan et Murphy, et, dans une moindre mesure, Mélanie et Rebecca.